# Onotoa amphiastra
Onotoa amphiastra är en svampdjursart som beskrevs av de Laubenfels 1955. Onotoa amphiastra ingår i släktet Onotoa och familjen Placospongiidae.
Artens utbredningsområde är havet kring Kiribati. Inga underarter finns listade i Catalogue of Life.